# Michael Stringer
John Michael Stringer (* 26. Juli 1924 in Singapur; † 7. März 2004 in Eastbourne; Großbritannien) war ein britischer Filmarchitekt.

## Leben
Stringer diente bis 1946 in der Royal Air Force und erlernte gleich nach seiner Entlassung aus dem Militärdienst sein künstlerisches Handwerk bei dem Architekten Norman Arnold. Zunächst (1947) arbeitete er beim Film als Zeichner, später auch als Szenenbildnerassistent bei Filmen wie Chance of a Lifetime (1949) und The Galloping Major (1950). 1952 debütierte Stringer als eigenverantwortlicher Filmarchitekt.
Seine Hoch-Zeit wurden die späten 50er und vor allem die 60er Jahre, als er die Filmbauten zu mehreren ausstattungs- und kostümträchtigen Historien- und Unterhaltungsfilmen entwarf, darunter Cassidy, der Rebell, Der Schatten des Giganten, Alfred der Große – Bezwinger der Wikinger und die Agentenfilmpersiflage Casino Royale. Im Laufe der 70er Jahre konzentrierte sich Stringer mehr und mehr auf die Fernseharbeit. 1990 zog er sich ins Privatleben zurück.

## Filmografie (Auswahl)
- 1952: Time Gentleman Please!
- 1952: Die Tapferen weinen nicht (The Brave Don't Cry)
- 1953: Die feurige Isabella (Genevieve)
- 1953: The Oracle
- 1953: Background
- 1954: Glück auf Raten (For Better, for Worse)
- 1955: Hahn im Korb (As Long as They're Happy)
- 1955: Ein Alligator namens Daisy (An Alligator Named Daisy)
- 1956: Jumping for Joy
- 1957: Am Rande der Unterwelt (The Secret Place)
- 1957: Mann im Feuer (Windom's Way)
- 1959: Der Luxus-Käpt‘n (The Captain's Table)
- 1958: Wütende See (Sea Fury)
- 1959: Tarzans größtes Abenteuer (Tarzan's Greatest Adventure)
- 1960: Der endlose Horizont (The Sundowners)
- 1961: Greyfriars Bobby
- 1962: Die Abenteuer des Kapitän Grant (In Search of the Castaways)
- 1963: Dr. Syn
- 1963: Die drei Leben des Thomasina (The Three Lives of Thomasina)
- 1964: Ein Schuß im Dunkeln (A Shot in the Dark)
- 1964: Kampfgeschwader 633 (633 Squadron)
- 1965: Cassidy, der Rebell (Young Cassidy)
- 1965: Eine Tür fällt zu (Return From the Ashes)
- 1966: Der Schatten des Giganten (Cast a Giant Shadow)
- 1967: Casino Royale
- 1968: Inspektor Clouseau (Inspector Clouseau)
- 1969: Alfred der Große – Bezwinger der Wikinger (Alfred the Great)
- 1970: Tomorrow
- 1971: Anatevka (Fiddler on the Roof)
- 1972: Dämonen der Seele (Demons of the Mind)
- 1972: Alice im Wunderland (Alice's Adventures in Wonderland)
- 1975: Wer hat unseren Dinosaurier geklaut? (One of Our Dinosaurs Is Missing)
- 1976: Robin und Marian (Robin and Marian)
- 1977: Gullivers Reisen (Gulliver‘s Travels)
- 1978: Der große Grieche (The Greek Tycoon)
- 1979: Flucht nach Athena (Escape to Athena)
- 1980: Das Erwachen der Sphinx (The Awakening)
- 1980: Mord im Spiegel (The Mirror Crack'd)
- 1981: The Appointment (TV)
- 1982: Treasure Island (TV)
- 1983: Agenten sterben zweimal (The Jigsaw Man)
- 1983: Der Hund von Baskerville (The Hound of the Baskervilles, Fernsehfilm)
- 1984: The First Olympics: Athens 1896 (TV)
- 1985: Raoul Wallenberg (Wallenberg: A Hero‘s Story) (TV)
- 1986: Paradise Postponed (TV-Serie)
- 1987: Karriere mit links (From the Hip)
- 1988: The Tenth Man (TV)
- 1989: Zurück vom River Kwai (Return from the River Kwai)
- 1990: Hired to Kill